# Landgericht Forchheim
Das Landgericht Forchheim war ein von 1803 bis 1879 bestehendes bayerisches Landgericht älterer Ordnung mit Sitz in Forchheim im heutigen Landkreis Forchheim.
Im Jahr 1803 wurde im Verlauf der Verwaltungsneugliederung Bayerns das Landgericht Forchheim errichtet. Dieses wurde nach der Gründung des Königreichs Bayern dem Mainkreis zugeschlagen, dessen Hauptstadt Bamberg war.
Das Landgericht Forchheim wurde aus Gebieten gebildet, die vor dem Reichsdeputationshauptschluss Teile des Hochstiftes Bamberg waren. Dies waren:
- vom Amt Forchheim: Forchheim, Burk, Dietzhof, Dobenreuth, Elsenberg, Gosberg, Hüpstetten, Kersbach, Kirchehrenbach, Leutenbach, Oberwimmelbach, Oesdorf, Pinzberg, Poppendorf, Reuth, Schlammersdorf, Schlaifhausen, Serlbach, Siegritzau, Unterheroldsbach, Unterwimmelbach, Weppersdorf, Wiesenthau und Willersdorf
- vom Amt Eggolsheim: Eggolsheim, Bammersdorf, Buckenhof, Jägersburg, Kauernhofen, Neussig, Pautzfeld, Rettern und Schirnaidel
- vom Amt Bechhofen: Hallerndorf, Hayd, Hüpstetten, Schlammersdorf, Schnayd, Stiebarlimbach und Willersdorf
- vom Amt Schlüsselau: Hayd, Lauf, Weppersdorf, Wiesendorf und Willersdorf[1]